# Dynamic Motion Stage
Die Dynamic Motion Stage ist ein Fahrgeschäftssystem des Herstellers Intamin aus Liechtenstein. Es wurde im Jahr 2022 vorgestellt und kombiniert Elemente aus Motion-Simulatoren, rotierenden Plattformen und 4D-Effekten zu einem neuartigen Attraktionsformat.

## Technik und Aufbau
Die Dynamic Motion Stage besteht aus einer zentralen, hydraulisch bewegten Plattform, die verschiedene Bewegungsarten erlaubt. Auf dieser Plattform befinden sich mehrere Gondeln, die sich unabhängig drehen und mit Zusatzeffekten ausgestattet sind.

### Bewegungsfreiheit
Die Hauptplattform wird über vier Hydraulikzylinder bewegt und von einem mittig montierten Stützpfeiler geführt. Mögliche Bewegungen sind:
- Heave/Drop: Vertikale Bewegung bis 3 Meter, Fallgeschwindigkeit bis 3 m/s
- Pitch/Roll: Neigung von bis zu ±25° bei bis zu 12°/s
- Yaw: Unbegrenzte Drehung um die Hochachse, mit bis zu 36°/s Plattformdrehung und 72°/s bei den Gondeln

### Kabinenkonfiguration
Die Plattform kann mit bis zu sechs Gondeln bestückt werden. Jede Gondel bietet bis zu 18 Sitzplätze und kann frei konfiguriert werden – z. B. nach innen oder außen gerichtet. Daraus ergibt sich eine maximale Kapazität von 108 Fahrgästen pro Zyklus.
Die Sitze sind mit Einzelsicherheitsbügeln ausgestattet und bieten optionale 4D-Effekte wie:
- Wind
- Duft
- Vibration
- Sound

## Immersion und Einsatz
Die Plattform kann verschiedene Blickwinkel und Raumrichtungen ansteuern (horizontal, vertikal, über Kopf) und ist besonders auf immersive Storytelling-Konzepte ausgelegt. Die Bewegungen der Gondeln und der Plattform lenken gezielt die Aufmerksamkeit der Fahrgäste. Durch die Interaktion von Medien, Sound und Bewegung entstehen komplexe Erzählebenen, was zu hoher Wiederholungsattraktivität führt.

## Erste Anwendung
Die erste Realisierung der Dynamic Motion Stage ist die Attraktion Danse Macabre im niederländischen Freizeitpark Efteling. Sie eröffnete am 31. Oktober 2024. Die Attraktion nutzt die volle Funktionalität der Plattform mit sechs thematisierten Gondeln, 108 Sitzplätzen und umfassender 4D-Ausstattung.